# Zhoubai
Zhoubai (kinesiska: 舟白) är ett stadsdelsdistrikt i sydvästra Kina. Det ligger i stadsdistriktet Qianjiang i storstadsområdet Chongqing, omkring 220 kilometer öster om det centrala stadsdistriktet Yuzhong. Antalet invånare är 25 147. Befolkningen består av 11 482 kvinnor och 13 665 män. Barn under 15 år utgör 19,0 %, vuxna 15-64 år 74 %, och äldre över 65 år 6,0 %.